# William Phillips (geoloog)

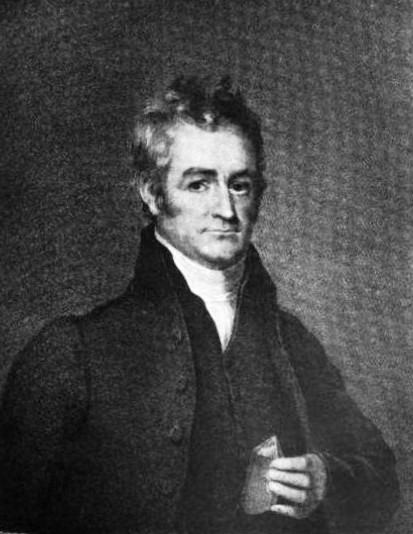
William Phillips

William Phillips (10 mei 1775 – 2 april 1828) was een Engelse geoloog en mineraloog.

## Wetenschappelijke loopbaan
Phillips was de zoon van James Phillips, een drukker en boekhandelaar in Londen. Hij was een quaker. In 1796 richtte hij samen met zijn broer Richard Phillips, William Allen en Luke Howard de Askesian Society op, een club waar men discussieerde over wetenschappelijke onderwerpen.
William Phillips ontwikkelde een grote belangstelling voor  mineralen en de geschiedenis van de aarde en behoorde in 1807 tot de oprichters van de Geological Society of London. Hij schreef de standaardwerken Outlines of Mineralogy and Geology (1815) en Elementary Introduction to the Knowledge of Mineralogy (1816). Zijn overzicht van de Engelse geologie, A selection of Facts from the Best Authorities, arranged so as to form an Outline of the Geology of England and Wales (1818), was de basis voor een meer uitgebreide publicatie samen met William Conybeare onder de titel, Outlines of the Geology of England and Wales (1822), waarvan alleen het eerste deel verschenen is. Dit werk had grote invloed op de ontwikkeling van de geologie in Groot-Brittannië. Phillips publiceerde in dit boek opnieuw zijn beschrijving van de krijtrotsen van Dover en andere delen van oostelijk Kent.
In 1827 werd hij tot Fellow van de Royal Society benoemd.
Het mineraal phillipsiet, een zeoliet, is naar William Phillips genoemd.
- Biblioteca Nacional de España: XX4997110
- Bibliothèque nationale de France: cb104484790 (data)
- Gemeinsame Normdatei: 117685615
- International Standard Name Identifier: 0000 0000 8360 1805
- Library of Congress Control Number: n86815824
- Nationale Bibliotheek van Israël: 987007272772205171
- Nederlandse Thesaurus van Auteursnamen: 226324966
- Istituto Centrale per il Catalogo Unico: RMSV022642
- SNAC: w6m33263
- Système universitaire de documentation: 085864110
- Virtual International Authority File: 17212214
- WorldCat: E39PBJd3RMfTtm3YWqdm4qcpT3